# Death Wish (1974)
Death Wish (bra: Desejo de Matar; prt: O Justiceiro da Noite) é um filme de 1974 do gênero romance policial, vagamente baseado no livro homônimo de Brian Garfield. O filme foi dirigido por Michael Winner e estrelado por Charles Bronson no papel de Paul Kersey, um homem que se torna um justiceiro depois que sua esposa é assassinada e sua filha é sexualmente agredida por assaltantes.
Apesar de ter se tornado um sucesso comercial, Death Wish foi contestado por muitos críticos devido o filme defender o vigilantismo e a punição ilimitada para os criminosos, diferente do romance original, que condena a ideia; contudo, se tornou bastante popular entre o público americano em geral, que estava enfrentando crescentes taxas de criminalidade durante a década de 1970. Este foi o primeiro filme da franquia Death Wish, sendo seguido oito anos depois por Death Wish II e mais três filmes sequentes.

## Enredo
Paul Kersey e sua esposa Joanna estão de férias no Havaí. Eles voltam para Nova Iorque, onde Paul trabalha como arquiteto. Joanna e sua filha Carol Anne fazem as compras num estabelecimento chamado D'Agostino's Market e pedem que seus mantimentos sejam entregues a domicílio. É neste momento que três desordeiros sedentos de sangue pegam o endereço de Joanna. Eles seguem para o apartamento dela, entram alegando serem funcionários da mercearia e danificam os móveis. Eles procuram por dinheiro, mas encontram apenas sete dólares, então os ladrões violentam sexualmente Carol e espancam Joanna até a morte, em seguida, escapam ilesos.
O genro de Paul, Jack Toby liga para lhe dizer que Joanna e Carol estão no hospital. Depois de esperar impacientemente, Paul é informado pelo médico que sua filha está bem, ela foi sedada e colocada na cama, entretanto, sua esposa Joanna está morta. Arrasado, ele é informado pela polícia que a probabilidade de captura dos criminosos é realmente pequena.
No dia seguinte, o chefe de Paul lhe concede férias estendidas em Tucson, Arizona, e pede que atenda um cliente chamado Ames Jainchill. Paul testemunha um tiroteio simulado em Old Tucson, uma cidade reconstruída e usada como um set de filmagem. Em um clube de tiro, Ames está impressionado com a precisão dos disparos de Paul, que revela ter sido um objetor de consciência durante a Guerra da Coreia, servindo seu país como um médico militar. Paul tinha sido ensinado quando jovem a lidar com armas de fogo por seu pai, mas depois que ele foi morto em um acidente de caça, decidiu abandonar o uso de armas de fogo para qualquer finalidade. Depois que Paul faz melhorias substanciais nos planos do cliente em um desenvolvimento residencial, Ames fica completamente satisfeito. No aeroporto, ele oferece um presente de despedida para Paul.
De volta a Manhattan, Paul visita sua filha, que sofre de catatonia. Paul abre sua mala de viagem e descobre que o presente de despedida de Ames é um revolver Colt Police Positive .32 niquelado. Ele embolsa a arma e resolve dar um passeio. Paul encontra um assaltante e ex-presidiário chamado Thomas Leroy Marston, que tenta roubar-lhe a mão armada. Paul acerta um tiro certeiro com seu revólver, matando-o. Chocado por ter acabo de ferir fatalmente um ser humano, Paul volta para casa. Mas seu vigilantismo continua na noite seguinte, quando ele fulmina mais três homens que estão roubando um idoso indefeso em um beco.
Algumas noites depois, dois assaltantes abordam Paul no metrô. Eles tentam roubar usando uma faca, mas Paul consegue por um fim na vida dos criminosos.
Na próxima cena, Paul está sentado em uma cafeteria vulgar na Times Square, cercado por prostitutas e diversas outras pessoas. Ele paga a sua conta para o caixa propositadamente revelando uma carteira cheia de dinheiro. Ele deixa ser seguido por dois bandidos que tomaram a isca. Mais uma vez, uma tentativa de assalto é feita. Paul atira em um mas o outro consegue golpeá-lo com uma faca em seu ombro e fugir. Mesmo ferido, Paul acerta um tiro no assaltante que o feriu, que escapa e é socorrido, no entanto, acaba morrendo em um hospital.
O tenente Frank Ochoa, do Departamento de Polícia de Nova Iorque, investiga os assassinatos do vigilante. Seu departamento cria uma lista de homens que tiveram um membro da família recentemente morto por criminosos e que são veteranos de guerra. A população, entretanto, dar se por feliz por alguém finalmente estar fazendo alguma coisa contra o crime, ao contrário da polícia; Ochoa logo desconfia de Paul. Ele está perto de conseguir colocá-lo na prisão quando o Ministério Público intervém, dizendo ao tenente que o "deixe solto" em outra cidade. Ochoa não gosta da ideia, mas a acata.
Paul é abordado por três assaltantes, dispara em dois antes de ser ferido gravemente por um terceiro. Hospitalizado, Paul é ordenado por Ochoa para deixar Nova York, de forma permanente, e acaba concordando sem resistência. Paul viaja de trem e chega na estação de Chicago, sendo cumprimentado por um representante de sua empresa. Ele percebe que um grupo de arruaceiros está assediando uma mulher. Paul ajuda a jovem enquanto os criminosos fazem gestos obscenos, Paul responde sorrindo e apontando a mão direita como se fosse uma arma, sugerindo que seu vigilantismo continuará.

## Elenco
- Charles Bronson como Paul Kersey
- Hope Lange como Joanna Kersey
- Vincent Gardenia como tenente Frank Ochoa
- William Redfield como Samuel "Sam" Kreutzer
- Steven Keats como Jack Toby
- Stuart Margolin como Ames Jainchill
- Stephen Elliott como comissário de polícia
- Kathleen Tolan como Carol Toby
- Jeff Goldblum como assaltante#1
- Christopher Logan como assaltante#2
- Gregory Rozakis como assaltante com a lata de spray de tinta
- Christopher Guest como Jackson Reilly
- Olympia Dukakis como policial na Delegacia
- Paul Dooley como policial no hospital
- Eric Laneuville como assaltante do metrô
- Lawrence Hilton-Jacobs como assaltante do parque
- Sonia Manzano como moça do caixa no supermercado
- Tom Hayden como médico de emergência
- Marcia Jean Kurtz como secretária de Kersey
- Al Lewis como porteiro

O ator Robert Miano teve um papel menor como assaltante no filme. John Herzfeld interpretou o assaltante que corta o jornal de Paul no metrô. Lawrence Hilton-Jacobs, que mais tarde co-estrelou o programa de televisão Welcome Back, Kotter, teve um papel não creditado como um dos assaltantes do Central Park perto do final do filme. Há rumores de que Denzel Washington fez sua estréia no cinema como um dos assaltantes de becos no filme e que não teria sido creditado, já que, a longo prazo, o ator mostrado parece se assemelhar a ele, mas Washington afirmou que isso não é verdade. A atriz Helen Martin, que teve um papel menor, apareceu posteriormente nos seriados de televisão Good Times e 227. Sonia Manzano (que interpretou Maria no programa infantil Sesame Street) teve um papel não creditado como balconista de supermercado. Christopher Guest faz uma de suas primeiras aparições no cinema como um jovem policial que encontra a arma de Kersey. O filme também marcou a estreia nas telonas de Jeff Goldblum, interpretando um dos agressores que atacaram a família de Kersey no início do filme. Marcia Jean Kurtz apareceu em vários papéis na série de TV Law & Order.

## Produção
O filme foi baseado no romance homônimo de Brian Garfield, de 1972. Garfield foi inspirado a usar o tema do vigilantismo após incidentes em sua vida pessoal. Em um incidente, a bolsa de sua esposa foi roubada; em outro, seu carro foi vandalizado. Seu pensamento inicial era que ele poderia matar "o filho da puta" responsável. Mais tarde, ele considerou que eram pensamentos primitivos, contemplados em um momento desprotegido. Ele então pensou em escrever um romance sobre um homem que entrou nessa maneira de pensar em um momento de raiva e nunca mais saiu dela. O romance original recebeu críticas favoráveis, mas não foi considerado um best-seller. Garfield vendeu os direitos de adaptação cinematográfica de Death Wish e Relentless para os únicos produtores de cinema que se aproximaram dele, Hal Landers e Bobby Roberts. Ele teve a chance de escrever um roteiro adaptando um dos dois romances e escolheu Relentless. Ele simplesmente considerou o mais fácil dos dois para se transformar em um filme.
Wendell Mayes foi então contratado para escrever o roteiro de Death Wish. Ele preservou a estrutura básica do romance e grande parte do diálogo filosófico. Foi ideia dele transformar o detetive da polícia Frank Ochoa em um personagem importante do filme. Seus primeiros rascunhos para o roteiro tiveram finais diferentes do final original. Em um, ele seguiu uma ideia de Garfield: o vigilante confronta os três bandidos que atacaram sua família e acaba morto em suas mãos; Ochoa descobre a arma do morto e considera seguir seus passos. Em outro, o vigilante é ferido e levado às pressas para um hospital; seu destino é deixado ambíguo. Enquanto isso, Ochoa encontra a arma e luta com a decisão de usá-la. Sua decisão não foi esclarecida.
Originalmente, Sidney Lumet deveria ter dirigido Jack Lemmon como Paul e Henry Fonda como Ochoa. Lumet se retirou do projeto para dirigir Serpico (1973), exigindo uma busca por outro diretor. Vários foram considerados, incluindo Peter Medak, que queria Henry Fonda como Paul. A United Artists finalmente escolheu Michael Winner, devido ao seu histórico de filmes de ação violentos; os exemplos de seu trabalho considerados incluem The Mechanic (1972), Scorpio (1973) e The Stone Killer (1973).
O filme foi rejeitado por outros estúdios por causa de seu assunto controverso e da dificuldade percebida de colocar alguém no papel do vigilante. Winner tentou recrutar Bronson, mas havia dois problemas para o ator: um foi que seu agente, Paul Kohner, considerou que o filme carregava uma mensagem perigosa; o outro problema era que o roteiro seguiu o romance original ao descrever o vigilante como um homem calmo, dificilmente um papel adequado para Bronson. "Eu era realmente uma pessoa mal-humorada", disse Bronson mais tarde. "Era mais um tema que seria melhor para Dustin Hoffman ou alguém que pudesse interpretar um tipo mais fraco de homem. Eu disse isso a eles na época".
O projeto do filme foi abandonado pela United Artists depois que restrições orçamentárias obrigaram os produtores Hal Landers e Bobby Roberts a liquidar seus direitos. Os produtores originais foram substituídos pelo magnata do cinema italiano Dino De Laurentiis. De Laurentiis convenceu Charles Bluhdorn a levar o projeto para a Paramount Pictures. A Paramount comprou os direitos de distribuição do filme no mercado norte-americano, enquanto a Columbia Pictures licenciou os direitos de distribuição para os mercados internacionais. De Laurentiis levantou o orçamento de mais de US$ 3 milhões do filme pré-vendendo os direitos de distribuição.
Com o financiamento garantido, o roteirista Gerald Wilson foi contratado para revisar o roteiro. Sua primeira tarefa foi mudar a identidade do vigilante para tornar o papel mais adequado para Bronson. "Paul Benjamin" foi renomeado para "Paul Kersey". Seu trabalho foi mudado de contador para arquiteto. Sua formação mudou de veterano da Segunda Guerra Mundial para veterano da Guerra da Coréia. O motivo pelo qual ele não viu o dever de combate mudou de servir como contador do exército para ser um objetor de consciência. Várias sugestões de mudanças no roteiro de Mayes foram consideradas desnecessárias e, portanto, foram excluídas.
O próprio Winner pediu várias revisões no script. Tanto o romance quanto o roteiro original não tinham cenas mostrando o vigilante interagindo com sua esposa. Winner decidiu incluir um prólogo representando um relacionamento feliz, mostrando o casal de férias no Havaí. O rascunho inicial do roteiro inspirou o vigilante ao ver uma cena de luta no filme de faroeste High Noon. Winner decidiu uma cena mais elaborada, envolvendo uma cena de luta em uma "recriação" do Velho Oeste, ocorrendo em Tucson, Arizona. No roteiro final, o vigilante fazia uma referência ocasional aos westerns: enquanto confronta um assaltante armado, Paul desafia a atirar (Kersey diz a ele para "sacar a sua arma", o mesmo desafio lançado pelo ícone do cinema western John Wayne para seu principal oponente no tiroteio climático do filme True Grit de 1969); quando Ochoa diz para Paul sair da cidade, ele pergunta se ele tem "até o pôr do sol para fugir para longe". O assassinato na estação de metrô deveria permanecer fora de cena no roteiro de Mayes, mas Winner decidiu transformar isso em uma cena real e brutal.
Uma discussão menor ocorreu quando se escolhia as locações para o filme. Bronson pediu uma localização na Califórnia para poder visitar sua família em Bel Air, bairro de Los Angeles. Winner insistiu em Nova Iorque e De Laurentiis concordou; apesar de Bronson inicialmente ter recusado a ideia ele acabou acatando posteriormente. Death Wish foi filmado em Nova Iorque durante os invernos de 1973 e 1974. O filme foi lançado pela primeira vez para o público americano em julho de 1974; sua estréia mundial ocorreu no dia 24 de julho no Loews Theatre de Nova Iorque.

## Trilha sonora
O músico de jazz vencedor de vários prêmios Grammy Herbie Hancock produziu e compôs a trilha sonora original do filme. Foi sua terceira trilha sonora no cinema depois de Blow-Up (1966) e The Spook Who Sat by the Door (1973). Michael Winner disse: "[Dino] De Laurentiis disse 'Consiga uma banda inglesa barata.' Porque as bandas inglesas foram muito bem-sucedidas, mas eu tinha uma namorada que estava trabalhando em Sesame Street, uma atriz porto-riquenha (Sonia Manzano), que interpretou uma garota de caixa no supermercado [em Death Wish], e ela era uma grande fã de jazz. Ela disse: 'Bem, você deveria conhecer Herbie Hancock. Ele produziu um álbum chamado Head Hunters.' Ela me deu um exemplar de Head Hunters, que me impressionou muito quando ouvi. E eu disse para Dino: 'Dane-se a ideia da banda inglesa, teremos Herbie Hancock'. E assim foi feito".
O tema de Hancock para o filme foi citado em 2013 na canção "Judge, Jury and Executioner", da banda Atoms for Peace.

## Recepção
Death Wish recebeu críticas mistas ao ser lançado por causa de seu apoio ao vigilantismo, mas se tornou popular entre o público dos Estados Unidos dando início à um amplo debate sobre como lidar com crimes desenfreados. A violência gráfica do filme, particularmente a cena de estupro brutal da filha de Kersey e o retrato explícito dos assassinatos premeditados de Kersey, foram consideradas exploradoras, mas realistas no contexto da atmosfera americana em meio aos crescentes índices de criminalidade urbana na década de 1970.
Muitos críticos ficaram descontentes com o filme, considerando-o uma "ameaça imoral à sociedade" e um incentivo ao comportamento anti-social. Vincent Canby, do The New York Times, foi um dos escritores mais críticos, condenando Death Wish em dois extensos artigos. Roger Ebert deu ao filme três estrelas de quatro e elogiou a "precisão legal" da direção de Winner, mas não concordou com a filosofia do filme. Gene Siskel deu ao filme duas estrelas de quatro e escreveu que sua organização "não tenta ter credibilidade; seu objetivo é apresentar um silogismo que defenda a vingança e apresentá-lo tão rapidamente que não se tem tempo para considerar seu absurdo". Charles Champlin, do Los Angeles Times, chamou de "um filme desprezível... É coisa desagradável e demagógica, um apelo a emoções brutais e contra a razão". Gary Arnold, do The Washington Post, descreveu o filme como "simplista a ponto de estase. Ocorre apenas uma percepção sensata da violência urbana; os assassinatos se arrastam um após o outro enquanto Bronson segue as ruas cheias de crimes de Nova York".
Brian Garfield, autor do romance original, também estava descontente com o resultado final do filme, chamando-o de "incendiário", e afirmou que as sequências do filme são todas inúteis e rançosas, pois defendem o vigilantismo ao contrário de seus dois romances, que argumentam o contrário. O filme o levou a escrever o livro Death Sentence, que foi publicado um ano após o lançamento do filme. Nos anos posteriores, o filme seria apreciado por sua visão perturbadora e séria da violência em meio à guerra de um homem contra o crime. Bronson defendeu o filme e sentiu que se destinava a ser um comentário sobre a violência dizendo que a intenção do longa era condená-la, não romantizá-la. Muitos críticos avaliam o filme original melhor do que as sequências, que foram mais exploradoras e inventadas.
No agregador de criticas Rotten Tomatoes, Death Wish tem uma taxa de aprovação de 67% com base em vinte e sete comentários.

### Honrarias
Death Wish foi nomeado para integrar as seguintes listas do American Film Institute:
- 2001: AFI's 100 Years...100 Thrills[22]
- 2003: AFI's 100 Years...100 Heroes and Villains, pelo personagem Paul Kersey[23]

## Impacto cultural e referências em outros universos

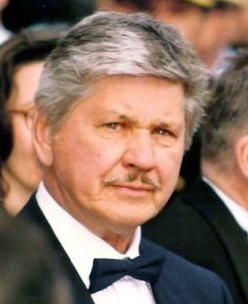
Death Wish alavancou a carreira de Charles Bronson, tornando o ator bastante popular nos anos seguintes

Death Wish foi um divisor de águas para Charles Bronson, que tinha 53 anos na época e era mais conhecido na Europa e Ásia por seu papel em The Great Escape. Bronson tornou-se um ícone do cinema americano, que experimentou grande popularidade nos próximos vinte anos.
- Nos anos posteriores da série, a franquia Death Wish se tornou um tema de paródia por seu alto nível de violência e pelo avanço da idade de Bronson (um episódio de 1995 de Os Simpsons, "A Star Is Burns", mostrou um anúncio fictício de "Death Wish 9", consistindo de um Bronson desgastado, que dizia que "queria estar morto"). No entanto, a franquia Death Wish permaneceu lucrativa e atraiu o apoio de fãs do cinema violento. A série continua a ter um amplo número de seguidores em vídeos caseiros e é ocasionalmente transmitida em várias estações de televisão nos Estados Unidos e na Europa.
- Em um episódio de American Dad! chamado "The One That Got Away", Roger se veste de maneira semelhante ao protagonista quando planeja se vingar de uma personalidade alternativa de si mesmo; ele conta a um personagem alternativo que Death Wish era um filme, quando sua referência via figurino é mal interpretada.
- Numa HQ do Homem-Aranha publicada nos Estados Unidos entre 1985 e 1986 chamada "The Death of Jean DeWolff", Bronson faz uma pequena aparição em um quadrinho segurando um jornal com a manchete "Vigilante".

## Mídia doméstica
O filme foi lançado pela primeira vez em VHS e LaserDisc em 1980. Mais tarde, foi lançado em DVD duas vezes, uma em 2001 e outra em 2006. Uma edição comemorativa de quarenta anos do filme foi lançada em Blu-ray em 2014.

## Remake
Em março de 2016, a Paramount e a MGM anunciaram que Aharon Keshales e Navot Papushado dirigiriam um remake estrelado por Bruce Willis. Em maio, Keshales e Papushado encerraram o projeto, depois que o estúdio não permitiu a reescrita do roteiro. Em junho, Eli Roth assinou contrato para dirigir o filme. O remake foi lançado em 2 de março de 2018, sendo mau recebido pela crítica especializada, apesar de ter obtido um considerado sucesso comercial.